# Tortula arequipensis
Tortula arequipensis là một loài rêu trong họ Pottiaceae. Loài này được Cano & M. T. Gallego mô tả khoa học đầu tiên năm 2008.